# Château de Jimena
Le château de Jimena est un château situé sur les hauteurs de la ville de Jimena de la Frontera, dans la province de Cadix, dans le Sud de l'Espagne. Il a été construit à l'origine par les Omeyyades qui contrôlaient l'ancienne province romaine de Bétique au VIIIe siècle. Il était intégré à tout un système de défense qui protégeait Gibraltar et sa baie. Il a été déclaré bien d'intérêt culturel en 1931.

## Histoire
Le château a été construit sur les fondations de l'ancienne ville d'Oba qui datait de l'époque pré-romaine. Du fait de sa position stratégique, il est un élément important des défenses maures durant la période de domination musulmane sur la péninsule Ibérique.
Il a été conquis par les Jerezanos en 1430 puis reconquis par les troupes du royaume de Grenade en 1451. En 1465, il est finalement intégré au royaume de Castille et devient une propriété de la couronne.
Le château a été déclaré monument national en 1931; il est le symbole de la ville de Jimena de la Frontera.

## Architecture
Les défenses extérieures consistent en long mur irrégulier qui est allongé par endroits pour s'adapter au terrain montagneux inégal. Les miradors s'alignent sur mur à intervalles réguliers. La tour la plus bien connue est la Torre del Reloj ou Tour de l'horloge et ensemble, les tours dessinent une ligne défensive efficace contre les attaques en formant un arc facilement défendable. Des tranchées diverses existent aussi, toutes creusées à des époques différentes.
À l'intérieur des murs se trouve l'Alcazar qui a été construit ou rénové après le la prise du château par les chrétiens. La Torre del Homenaje, avec son grand dôme circulaire fait une saillie depuis l'Alcázar à une hauteur de 13 mètres la rendant la tour la plus haute du château. 
L'intérieur de la Torre del Homenaje cache une tour de modèle polygonale précédente qui a été vraisemblablement construite, elle aussi, après la conquête chrétienne.

## Protection
Le château fait l’objet d’un classement en Espagne au titre de bien d'intérêt culturel depuis le 3 juin 1931.

### Sources
- (en) Cet article est partiellement ou en totalité issu de l’article de Wikipédia en anglais intitulé « Castillo de Jimena » (voir la liste des auteurs).